# وینترهوده
وینترهوده (به آلمانی: Hamburg-Winterhude) یک منطقهٔ مسکونی در آلمان است که در هامبورگ-نورد واقع شده‌است.